# Strada statale 137 della Val Kerca
La ex strada statale 137 della Val Kerca (SS 137), ora parte della D59 in Croazia, era una strada statale italiana che prendeva il nome dalla valle del fiume Cherca, il cui percorso veniva risalito fino al confine con lo Stato Indipendente di Croazia.

## Percorso

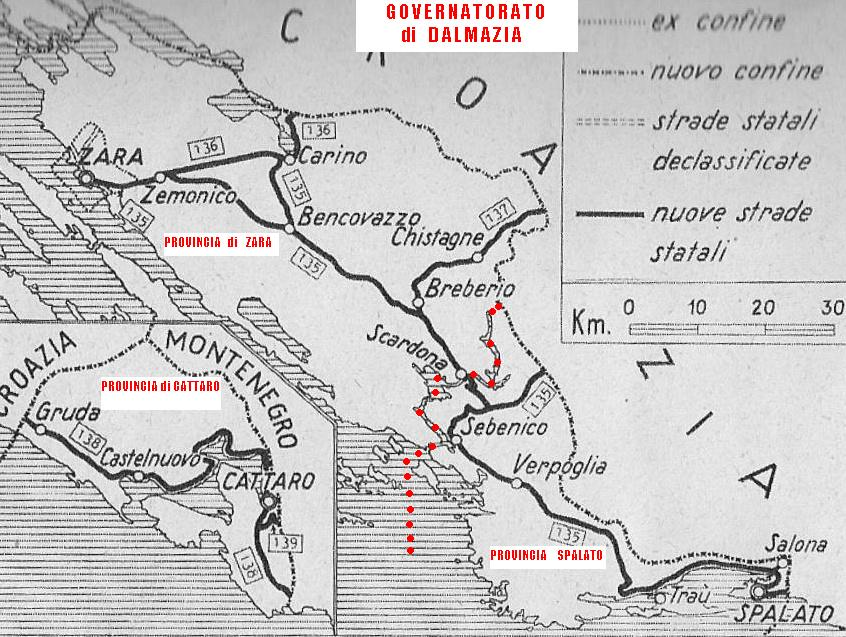
Rete stradale statale nel Governatorato della Dalmazia.

La strada aveva origine a Breberio dove si distaccava dalla strada statale 135 della Dalmazia.
Da qui il tracciato proseguiva in direzione nord-est raggiungendo l'abitato di Chistagne e terminando infine il suo percorso poco più a nord-est al confine con lo Stato Indipendente di Croazia.

## Storia
A seguito dell'occupazione italiana di territori jugoslavi a partire dal 1941, la Provincia di Zara mutò nettamente le proprie dimensioni: con l'obiettivo di riorganizzare il sistema stradale nei territori di nuova acquisizione, il regio decreto 392 del 2 marzo 1942 istituì l'arteria stessa con la numerazione fino a quel momento utilizzata per la strada statale 137 Orientale Zaratina, contestualmente declassificata.
La gestione, affidata all'A.A.S.S., durò fino al 1943 quando, a seguito dell'armistizio di Cassibile, lo Stato indipendente di Croazia occupò i territori dalmati e il territorio in cui la strada si sviluppava passo sotto l'occupazione dei croati.